# Pfeifer & Kreutzer
Pfeifer & Kreutzer ist ein deutsches Künstlerduo bestehend aus Anne Pfeifer (* 1987) und Bernhard Kreutzer (* 1986).

## Leben
Anne Pfeifer studierte bei Axel Kasseböhmer und als Meisterschülerin bei Jorinde Voigt an der Akademie der Bildenden Künste München. Bernhard Kreutzer studierte an der Hochschule für Fernsehen und Film München. Beide leben und arbeiten in München sowie in Reichelsheim im Odenwald.
Der Fokus ihrer Arbeit liegt auf kinetischen Objekten, Installationen und Videokunst.
Inhaltliche Themen sind Gegensätzlichkeiten, der Blick auf das Leben mit seinem Scheitern und Neuanfängen und das Beleben von minimalistischen Objekten. „Polarität ist überhaupt ein wichtiges Element der Arbeiten. Zwischen den Positionen, in den Gegensätzen, wird Leben verhandelt.“
Ihre Arbeiten sind u. a. in der Sammlung des ZKM in Karlsruhe zu finden.
Pfeifer & Kreutzer haben wiederholt mit renommierten Modemarken zusammengearbeitet, so schufen sie 2021 mehrere Arbeiten für Bottega Veneta, welche in dem Magazin „Issued by Bottega Volume 02“ von Daniel Lee (Designer) veröffentlicht wurden.
2024 stellten sie ihre Arbeiten während der Paris Fashion Week für die Show von Vivienne Westwood – Autumn-Winter 2024/25 Collection by Andreas Kronthaler (Modedesigner) zur Verfügung.
Im Außenbereich kann man ihre interaktiven Lichtskulpturen u. a. in Bischofsheim (Maintal) (Nähe Frankfurt) und in Fürstenfeldbruck sehen.

## Preise und Auszeichnungen
- 2014: LfA Förderbank Bayern – LfA-Kalender, Kulturförderung junge Kunst in Bayern
- 2015: Gewinner des Art for Art Trailer-Wettbewerbs der Arbeitsgemeinschaft deutscher Kunstvereine
- 2017: Projektstipendium der Erwin und Gisela von Steiner Stiftung, München
- 2017: Künstlerresidenz Skulpturenzentrum in Polen, Orońsko, Polen
- 2018: Zweiter Platz des FERCHAU-Kunstwettbewerbs ART OF ENGINEERING
- 2018: Stipendium Junge Kunst der Staff-Stiftung und der Alten Hansestadt Lemgo
- 2018: Nominierung European Soundart Award 2018, Skulpturenmuseum Glaskasten Marl
- 2019: Künstlerresidenz International Studio Gwangju Museum of Art in Gwangju, Republik Korea. Ermöglicht durch das Goethe-Institut, das Kulturreferat der Landeshauptstadt München, Super+Centercourt und dem Gwangju Museum of Art, Korea
- 2019: Gewinner des Kunst am Bau-Wettbewerbs für das Bürgerhaus in Bischofsheim

## Einzelausstellungen
- 2016: Pulse Gallery Størpunkt, München, Deutschland
- 2017: Auftakt (Upbeat) Schafhof (Freising) – Freising, Deutschland
- 2018: Axis Apartment of Art, München, Deutschland
- 2018: One Artist Show Art Karlsruhe 2018, Galerie Renate Bender, München, Deutschland
- 2019: Duett, Art Polygon, Gwangju, Korea
- 2019: Einkreisung (Encirclement)‚ Kunstverein / Gallery Eichenmüllerhaus, Lemgo, Deutschland
- 2019: Elongation Luftmuseum, Amberg, Deutschland
- 2019: Oscillation in Color and Sound‚ Gallery Renate Bender, München, Deutschland (Duo-Exhibition)

## Gruppenausstellungen (Auswahl)
- 2015: Rasender Stillstand KINO DER KUNST, Galerie Karin Sachs, München
- 2015: Deplaced Salon Kennedy, Frankfurt am Main
- 2015: Jahresausstellung Kunstverein Rosenheim
- 2016: Drumview Cabaret der Künstler – Manifesta biennial 11, Zürich, Schweiz
- 2016: Provokateure Galerie Størpunkt, München
- 2016: Young Art Space kuratiert von Koordinaten, Galerie Karin Wimmer, München
- 2016: Bender Schwinn Projekt I kuratiert von Katharina Schwinn, Galerie Renate Bender, München
- 2016: Identity historische Schalterhalle Starnberg
- 2017: Bender Schwinn Projekt II kuratiert von Katharina Schwinn, Galerie Renate Bender, München
- 2017: Wechselspiel Schafhof – Europäisches Künstlerhaus Oberbayern, Freising
- 2017: zimmerfrei Hotel Mariandl, München
- 2017: You are in my wave kuratiert von Lene Harbo Pedersen & Jörg Koopmann, Lothringer13, München
- 2018: Debütantenausstellung 2018 Künstlerhaus im KunstKulturQuartier, Nürnberg
- 2018: The Inverse Narrative – Prof. Jorinde Voigt mit Pola Sieverding und MeisterschülerInnen Städtische Galerie Eichenmüllerhaus, Lemgo
- 2018: Video in der M+M Kino-Installation Limbo Lichtspiele Villa Stuck, München
- 2018: Interplay Museum für Zeitgenössische Skulptur, Orońsko, Polen
- 2018: Mein Neues Ich Kunstverein Familie Montez, Frankfurt am Main
- 2018: European Soundart Award 2018 Skulpturenmuseum Glaskasten Marl
- 2018: Impa©t Kunst- und Gewerbeverein Regensburg e.V. kuratiert von Anna Deilmann
- 2019: Nominierung Kahnweiler-Preis 2019 Museum Pachen, Rockenhausen
- 2019: And yet it moves – Eppur si muove Festival della Creatività Parma 360, Italien
- 2019: Kunst bewegt kuratiert von Siegfried Kreitner, Galerie Tobias Schrade, Ulm
- 2019: Dark Side Radical Space, München
- 2019: Monochrom Galerie Sebastian Fath Contemporary, Mannheim
- 2019: Kinetic Machines MMIII Kunstverein Mönchengladbach und Krefelder Kunstverein
- 2019: There is no way Miro Center, Gwangju, Südkorea
- 2020: Wieder und Wieder. Ritual, Kontemplation, Obession DG Kunstraum, München, Deutschland
- 2020: Good Vibrations Sebastian Fath Contemporary, Mannheim, Deutschland